# Dendropanax siamensis
Dendropanax siamensis är en araliaväxtart som först beskrevs av William Grant Craib, och fick sitt nu gällande namn av Elmer Drew Merrill. Dendropanax siamensis ingår i släktet Dendropanax och familjen Araliaceae. Inga underarter finns listade.